# Le Formidable Événement
Vous lisez un « bon article » labellisé en 2025.
Le Formidable Événement est un roman merveilleux-scientifique de Maurice Leblanc, paru initialement dans la revue mensuelle Je sais tout en 1920. Il est publié en format relié l'année suivante aux Éditions Pierre Lafitte.
Le roman narre les aventures de Simon Dubosc, un jeune Normand épris d'Isabel Bakefield, noble anglaise. Le père de celle-ci refuse Simon pour gendre en raison de ses origines roturières, sauf s'il réalise un exploit mondial en vingt jours. Les deux amoureux projettent de s'enfuir, lorsqu'un soulèvement géologique soudain et de grande ampleur fait remonter le sol de la Manche, créant une bande de terre entre la France et l'Angleterre. Alors que ce nouveau territoire surgi des flots devient rapidement un repaire de brigands, de meurtriers et d'autres aventuriers, Simon part à la recherche de sa bien-aimée disparue.
Dans un futur proche, Maurice Leblanc imagine un cataclysme géologique qui provoque la disparition de la Manche, laissant place à un territoire sauvage et dangereux. L'auteur met ainsi en scène le chaos dans lequel doit évoluer son héros pour venir à bout de ses ennemis et retrouver sa belle.
Interrompant la publication de sa série en vogue des aventures d'Arsène Lupin, l'écrivain produit avec Le Formidable Événement un récit populaire hétéroclite, qui puise à la fois dans le genre merveilleux-scientifique en livrant une version post-apocalyptique d'une telle catastrophe et dans le récit d'aventures de type western en narrant les péripéties de Simon Dubosc.

## Contexte de publication
À partir de 1905, Maurice Leblanc connaît un succès littéraire croissant avec la publication des aventures d'Arsène Lupin. Cependant, si le gentleman-cambrioleur lui apporte la notoriété, il l'encombre rapidement. En effet, captif de son succès, Maurice Leblanc cherche en vain à se diversifier, revenant inlassablement vers son héros sous la pression du public et de son éditeur Pierre Lafitte. C'est ainsi, qu'après avoir tenté de minimiser l'importance d'Arsène Lupin dans sa propre série en ne lui confiant qu'un rôle secondaire dans les romans publiés entre 1916 et 1919, Maurice Leblanc s'essaie ensuite au genre relativement nouveau du roman d'aventure scientifique avec la publication du roman Les Trois Yeux en 1919.

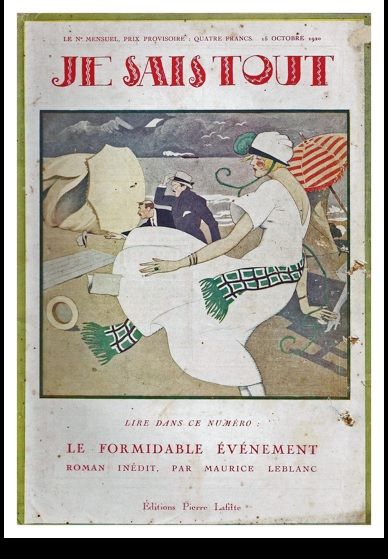
Le Formidable Événement paraît pour la première fois dans la revue Je sais tout d'octobre 1920 dirigée par Pierre Lafitte.

Le merveilleux scientifique est alors un genre littéraire en vogue en France dans la première moitié du XXe siècle. Considérée comme une variante thématique de genres classiques comme l'utopie ou le conte philosophique, cette littérature — parfaitement acceptée par la culture officielle — attire de nombreux écrivains. Si Maurice Leblanc fait une première incursion dans l'univers du fantastique avec L'Île aux trente cercueils — roman publié en feuilleton dans Le Journal durant l'été 1919 — en évoquant une pierre guérissant et fortifiant quiconque la touche, c'est avec Les Trois Yeux publié concomitamment dans Je sais tout, qu'il aborde frontalement le merveilleux scientifique en mettant en scène les habitants de Vénus. Le succès du roman lui vaut, l'année suivante, de faire partie du jury d'un « concours de romans scientifiques et d'aventures » organisé par le magazine Je sais tout aux côtés d'autres auteurs qui se sont également essayés au merveilleux scientifique : Pierre Benoit, J.-H. Rosny aîné, Gaston Leroux, Maurice Level ou encore Maurice Renard. Outre la mise en place du concours, il semblerait que Pierre Lafitte ait eu une politique volontariste de promotion de récits merveilleux-scientifiques au début des années 1920, notamment en publiant à chaque numéro de Je sais tout des récits d'imagination scientifique de Maurice Renard, Clément Vautel, André de Lorde mais également des articles d'anticipation militaire de Jacques Mortane ou de Georges-Gustave Toudouze. C'est dans ce contexte favorable aux récits d'imagination scientifique qu'à la fin de l'année 1920, Maurice Leblanc entreprend alors de publier son second roman merveilleux-scientifique dans la revue Je sais tout.

## Description

### Résumé

#### Première partie : «Guillaume le Conquérant»

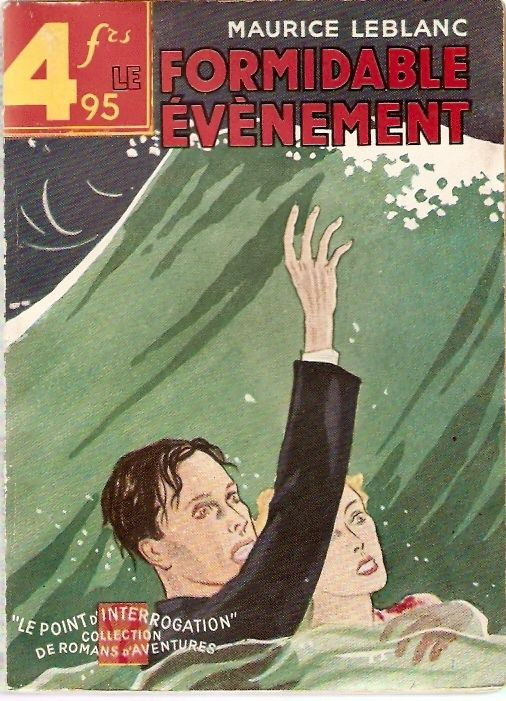
Au cours de leur traversée de la Manche, le navire de Simon et Isabel subit de plein fouet une tempête et chavire, laissant les deux jeunes amoureux seuls au milieu de la mer. Couverture anonyme de l'édition Pierre Lafitte de 1937.

À Brighton, un jeune roturier français, Simon Dubosc, fait part à son ami anglais Edward Rolleston des sentiments amoureux qu'il partage avec Isabel Bakefield. Néanmoins, leur milieu social trop différent est un obstacle à leur union pour Lord Bakefield, le père de la jeune fille. Afin de prouver sa valeur et la noblesse de ses sentiments, Simon s'engage auprès du lord anglais à réaliser en l'espace de vingt jours un exploit digne de Guillaume le Conquérant.
Résolus à ne pas attendre la bénédiction de Lord Bakefield, Simon et Isabel projettent de s'enfuir en France malgré les naufrages de plus en plus fréquents dans la Manche. Avant leur départ, Simon rencontre son ancien professeur de sciences naturelles — le père Calcaire — qui l'informe que les tremblements de terre, responsables de l'éboulement du tunnel sous la Manche et des nombreux naufrages de ferrys, vont s'accentuer. C'est ainsi que, lors de la traversée, de gigantesques vagues font chavirer le navire sur lequel ont pris place les deux amoureux.
Secourus en mer, Isabel et Simon parviennent à gagner Dieppe. Arrivés dans la ville, ils découvrent que les tremblements de terre à l'origine du naufrage ont également détruit un grand nombre de bâtiments. Honteuse d'avoir trahi la confiance de son père, Isabel décide de retourner en Angleterre à bord du yacht personnel d'Edward Rolleston, l'ami de Simon.
Au cours des jours suivants, de terribles tempêtes se succèdent, jusqu'à la nuit du 3 juin où des tremblements de terre contraignent les Dieppois, dont Simon et son père, à se réfugier sur la plage. Dans la précipitation, Simon est séparé de son père. Il part alors à sa recherche dans la nuit et s'engage sur des sols sableux émergés.
Après une nuit de marche, Simon, épuisé, se retrouve emprisonné dans des sables mouvants dans lesquels il s'enfonce inexorablement.

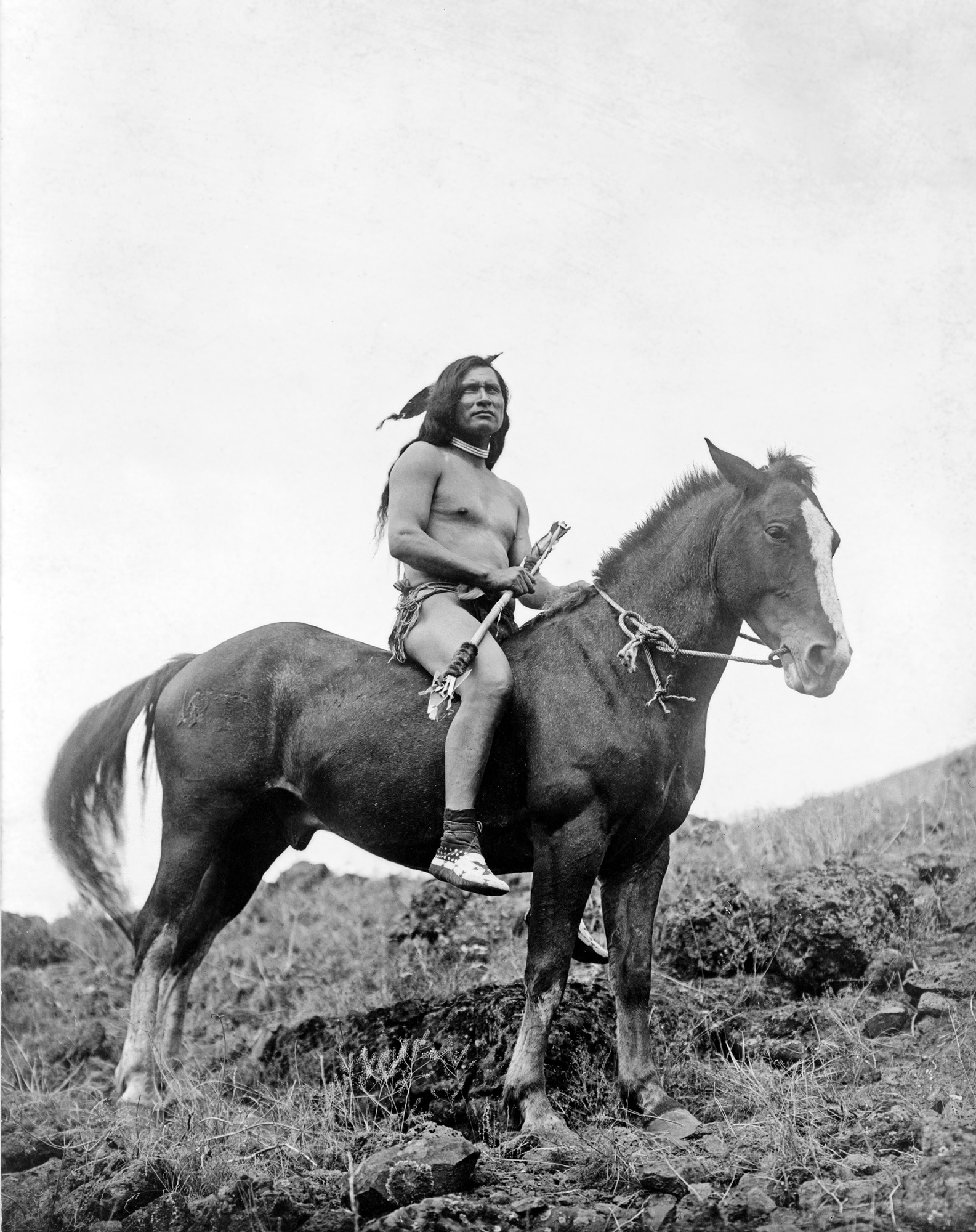
Œil-de-Lynx, un Amérindien employé par une firme cinématographique anglaise se joint à Simon pour retrouver Isabel de Bakefield.

Sorti affaibli des sables mouvants et égaré, Simon pense qu'après avoir longé les côtes françaises toute la nuit, il est enfin arrivé à Dunkerque, mais un pêcheur anglais qu'il rencontre lui apprend qu'il se trouve à proximité d'Hastings. Sur le chemin de la ville anglaise, Simon vient en aide à une jeune femme ligotée sur le sable dont il est rapidement séparé. Accueilli par une foule à laquelle il raconte son périple, Simon est acclamé comme un héros et amené devant Isabel et son père Lord Bakefield à qui il réitère sa promesse d'un exploit.
Le lendemain, Simon retrouve le père Calcaire qui lui apprend que durant son sommeil, de nouveaux tremblements de terre ont agrandi l'étroite bande de terre qui relie la France à l'Angleterre et fait émerger un très vaste territoire. Au départ du père Calcaire, un Amérindien se présente à Simon sous le nom d'Antonio dit Œil-de-Lynx. Après l'avoir remercié pour avoir délivré la veille sa nièce Dolorès, il lui apprend qu'il a échappé durant la nuit à une tentative d'assassinat commandité par un certain Rolleston. Assassinat auquel il a échappé en raison de l'erreur commise par le meurtrier qui s'est trompé de chambre et a poignardé son voisin de palier.
Après avoir surpris l'assassinat, l'Amérindien a suivi ledit Rolleston jusqu'à une taverne, dans laquelle celui-ci a embauché une demi-douzaine d'hommes pour aller piller l'épave du Reine-Mary. Il lui propose alors de faire équipe pour retrouver ce Rolleston : l'Améridien pourra venger sa nièce et Simon récupérer le collier qu'Isabel a perdu durant le naufrage.
Œil-de-Lynx rejoint Simon après voir monté une expédition d'hommes à cheval, composée d'Amérindiens embauchés par des entreprises de cinéma britanniques, ainsi que par le père Calcaire chargé des observations scientifiques. Le groupe s'aventure sur les nouvelles terres où se succèdent les épaves de bateaux. Sur le chemin, ils tombent sur le cadavre du secrétaire de Lord Bakefield et sur son valet de chambre blessé. Celui-ci leur apprend que la troupe menée par Lord Bakefield et sa fille Isabel a été attaquée par Rolleston, qui les a kidnappés avant de reprendre sa route en direction du Reine-Mary. Parti seul sur leur trace, Simon échappe de peu à un mortel coup de feu grâce à l'arrivée providentielle de Dolorès. Arrivé finalement à l'épave du navire, Simon découvre une lettre d'Isabel laissée à son intention.

#### Seconde partie: «No man's land»

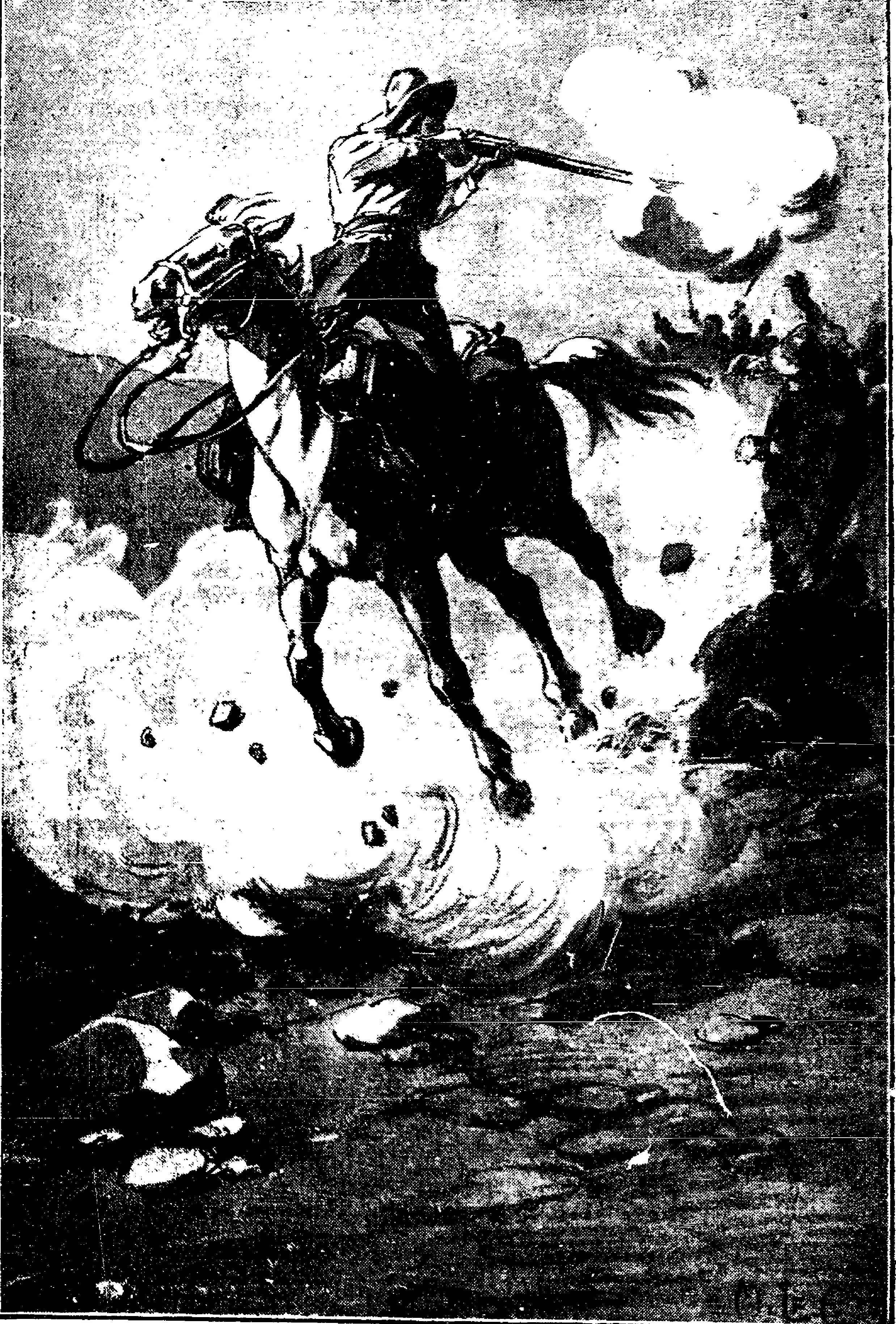
Toute droite sur un cheval couvert d'écume, Dolorès, un fusil à l'épaule, tirait. Tant le décor que les personnages et les péripéties du roman sont empruntés au genre du western (illustration de Marcel Lecoultre pour l'édition de 1921).

À nouveau sur les traces d'Isabel, Simon retrouve son ami Edward Rolleston, gravement blessé. Celui-ci lui apprend qu'il accompagnait Isabel et son père lorsque son cousin, Wilfried Rolleston, a kidnappé la jeune femme pour l'épouser. Ivre de colère, Simon part à sa poursuite uniquement suivi par Dolorès.
Les deux poursuivants tombent dans un piège dressé par les brigands Forsetta et les frères Mazzani. Tandis que Simon est ligoté, Dolorès parvient à tuer le plus jeune des frères Mazzani et à mettre ses deux compagnons en fuite.
Après avoir affronté des chemineaux qui tentent de prendre leurs armes, Simon et Dolorès repartent sur la piste de Rolleston. Alors qu'ils parviennent à éloigner les vagabonds en jetant des billets de banque au vent, ils subissent à nouveau l'assaut de Forsetta et Mazzani. Simon sauve la jeune Amérindienne avant de reprendre la route.
Simon et Dolorès trouvent un avion échoué sur le sable, que le jeune homme parvient à réparer suffisamment pour que celui-ci décolle. Cependant, souffrant de voir ses avances refusées, Dolorès laisse Simon poursuivre seul sa quête. Après un vol d'une trentaine de minutes, il se pose sur le sable mais se fait aussitôt capturer par des rôdeurs. Ligoté, Simon est conduit devant Wilfried Rolleston.
Simon assiste à des exécutions de prisonniers décrétées par Rolleston entouré de sa cour. Le bandit lui annonce ensuite la tenue de son mariage avec Isabel Bakefield. Après la cérémonie qui se tient avec une Isabel soumise, un des sbires de Rolleston fait semblant de tuer Simon et emmène son corps. À l'abri des regards, Antonio se dévoile à Simon.
Simon et Antonio retrouvent Rolleston dans sa cabine et le neutralisent. Après avoir secouru Isabel et son père, ils tentent de prendre la fuite mais sont bloqués par les bandits. Soudainement un clairon retentit annonçant l'arrivée d'hommes en uniforme.
Après leur secours par l'Armée française, Simon retrouve Rolleston pendu dans sa cabine. Sentant l'apparition de tensions entre les détachements français et anglais pour la revendication des nouvelles terres émergées, Simon joue les intermédiaires entre les deux armées. De retour en France, pour le remercier de son entreprise, la France le nomme Haut Commissaire des nouveaux territoires français qu’il a charge de pacifier en chassant les pillards. Il retourne alors voir Lord Bakefield pour demander la main d'Isabel avec succès.

### Personnages principaux

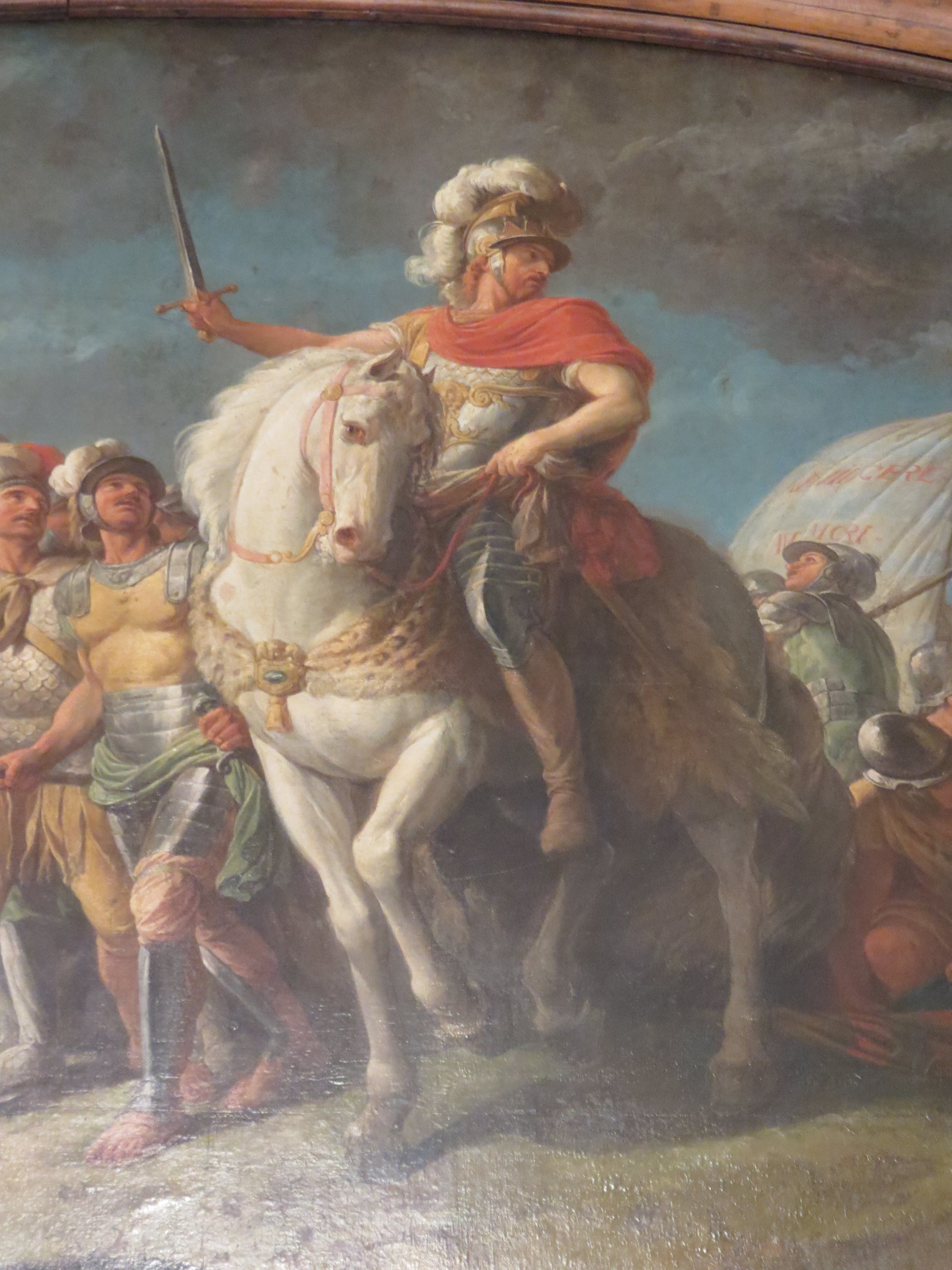
Simon se fixe un délai de vingt jours pour réaliser un exploit à la hauteur de celui de Guillaume le Conquérant.

Simon Dubosc est un jeune homme originaire de Normandie, dont le père est un riche armateur basé à Dieppe. Auprès du père de sa bien-aimée, il se décrit ainsi :

« Parlons de moi. Fils unique. Fortune indépendante qui me vient de ma pauvre maman. À vingt ans, en aéroplane, la traversée du Sahara, sans escale. À vingt et un ans, recordman du mille en course à pied. À vingt-deux ans, aux Olympiades, deux victoires en escrime et en natation. À vingt-cinq ans, champion du monde du concours de l'athlète complet. Au milieu de tout cela, pêle-mêle, campagne du Maroc, quatre citations à l'ordre du jour, lieutenant de réserve, médaille militaire, médaille de sauvetage. C'est tout. Ah ! non, j'oubliais… Licencié ès lettres, lauréat de l'Académie pour mes études sur la beauté en Grèce. Voilà. J'ai vingt-neuf ans. »

Simon est en effet amoureux d'Isabel, une jeune femme anglaise dont le père, le duc de Bakefield, refuse le mariage au motif de ses origines roturières. Pour prouver qu'il est digne d'épouser sa fille, Simon Dubosc lance un défi que Lord Bakefield accepte : il requiert un délai de « vingt jours pour [se] montrer l'égal de Guillaume le Conquérant et le rival de Don Quichotte » et ainsi se montrer à la hauteur de la noblesse — dont il est pourtant dépourvu — de la famille d'Isabel.
De ce point de vue, Simon Dubosc est typique des héros que Maurice Leblanc conçoit dans les années 1920. Ainsi, à l'instar de l'Arsène Lupin des romans d'après-guerre, Simon est lui-même un jeune homme patriote, dont le charisme naturel fait de lui un véritable meneur d'hommes. Et s'il est entreprenant et aventurier, il reste néanmoins socialement conservateur. En cela, plutôt que de briser les carcans sociaux en épousant une femme malgré le refus de son père, il les conforte en adoptant un code de conduite archaïque.
Fille de duc, Isabel de Bakefield est issue d'une famille de la noblesse anglaise dont l'ancêtre était un compagnon de route de Guillaume lors de sa conquête de l'Angleterre. En effet, Isabel est une descendante directe de la maison normande de Bacqueville, alors suzerain de Blancmesnil. Les Bacqueville étaient alors les seigneurs des occupants de la ferme du Bosc, eux-mêmes lointains ancêtres de Simon Dubosc. C'est d'ailleurs en partie à cause de cette différence de milieu social — le temps n'abolissant pas les rapports de vassalité dans l'esprit de Lord Bakefield — que le duc refuse la main de sa fille à Simon. En outre, personnage sans véritable envergure, Isabel refuse de s'opposer à son père par loyauté bien qu'elle partage les sentiments amoureux de Simon.
À l'inverse, le personnage de Dolorès représente le versant sombre d'Isabel. Décrite comme une jeune femme sensuelle, elle adopte le cliché de la belle Amérindienne qui tente de séduire Simon. Ainsi, si elle lui est fidèle tout au long du récit, sa présence à ses côtés représente néanmoins une véritable menace pour sa quête. Femme fatale et dangereuse, elle met à l'épreuve la fidélité chevaleresque qui anime Simon envers Isabel. Son véritable nom autochtone « Récompense du chef » illustre à cet égard le rôle de femme fatale que lui attribue avec humour Maurice Leblanc.
Outre Dolorès, Simon s'entoure de compagnons dans ses aventures. Antonio dit « Œil-de-Lynx », un Amérindien embauché par une firme cinématographique anglaise pour tourner dans des westerns, ainsi que le père Calcaire — son ancien professeur de sciences naturelles au collège de Dieppe — chargé des observations scientifiques, l'accompagnent dans son périple.
L'apparition des terres émergées attire de nombreux brigands et maraudeurs, dont le personnage de Rolleston est l'incarnation. Dans la mesure où il s'établit à la tête d'une armée de bandits — après avoir kidnappé Isabel qu'il ambitionne lui aussi d'épouser —, il représente le versant négatif de Simon Dubosc.

## Les thèmes abordés

### Un cataclysme géologique à l'origine du « formidable événement »

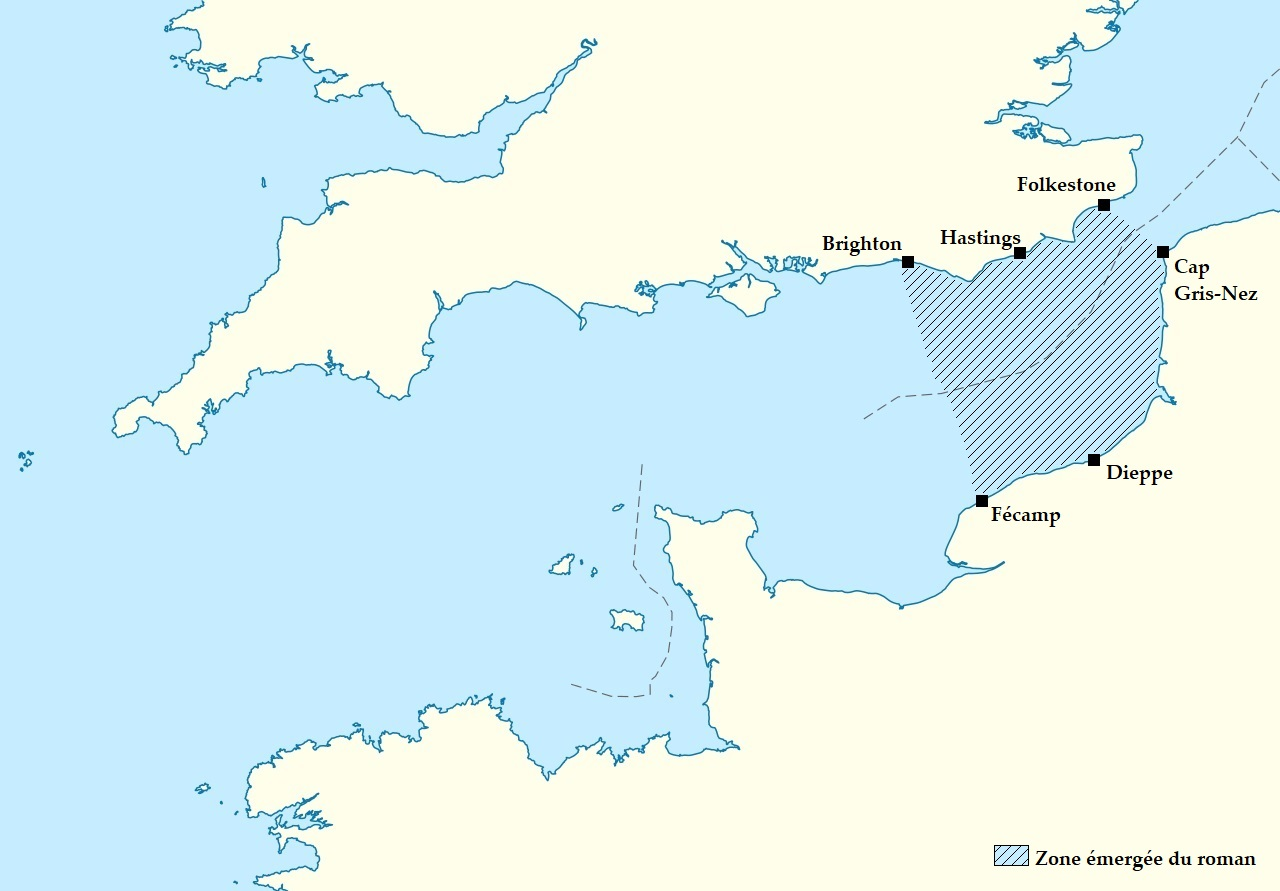
En une nuit, une bande de terre surgit de la Manche et met fin à l'isolement insulaire de la Grande-Bretagne.

Maurice Leblanc imagine que des failles sous-marines se produisent avec une telle ampleur dans la Manche que les fonds marins sont brusquement relevés. C'est ainsi qu'en l'espace d'une nuit, un nouveau territoire se crée entre la France et l'Angleterre. Entre Fécamp et le cap Gris-Nez d'une part et Brighton et Folkestone d'autre part, c'est un territoire vaste de 12 000 km2 qui surgit des flots. Quelques jours avant ce « formidable événement » qui provoque l'émersion de nouvelles terres, la Manche est le théâtre de tempêtes, de remous, trombes d'eau et projection de blocs de lave qui causent le naufrage des nombreux bateaux qui font la traversée.
Outre l'apparition des terres émergées, le cataclysme provoque l'éboulement du tunnel sous la Manche, le débordement des rivières, l'effondrement des falaises et surtout la destruction de nombreux bâtiments situés sur les côtes françaises et anglaises de la Manche.
Maurice Leblanc, fils d'un armateur basé à Rouen, semble avoir mis à profit sa parenté pour acquérir des connaissances avancées en océanographie. En outre, contemporain des pères fondateurs de l'océanographie française, Jean-Baptiste Charcot ou encore Raymond Rallier du Baty, l'écrivain montre qu'il est bien documenté sur les découvertes de cette discipline scientifique durant la première moitié du XXe siècle. 
Ainsi, sa description réaliste de la nature des fonds marins illustre la qualité de son travail préparatoire concernant la géologie et plus particulièrement la sédimentologie de la région. Il décrit avec minutie la variété des terres émergées que traverse son héros : après avoir franchi la plage de galets et la plateforme littorale où s'arrêtait auparavant la mer, Simon Dubosc arrive dans de grandes étendues de sables et de petits graviers. Son parcours se poursuit à travers des sables mouvants et des chaînes de dune dont les falaises abruptes ont été taillées par les courants sous-marins. Maurice Leblanc décrit ensuite des paléovallées de fleuves jusqu'à récemment submergées par la Manche. Il traverse alors des accumulations de coquilles de mollusques, des zones de galets agglomérés dans de la marne, ainsi qu'une rivière d'eau douce qui s'avère être le prolongement de la Somme.

### L'apparition d'un territoire «hors-la-loi»
Avec l'émersion des fonds marins là où se trouvait auparavant la Manche, les trésors des bateaux naufragés ressurgissent. Ces promesses de richesse attirent la convoitise de pilleurs d'épaves et de bandits venus de France et d'Angleterre. C'est ainsi que succombant à une véritable folie aurifère, ces populations sombrent dans une démence meurtrière collective.
Le territoire qui émerge des eaux n'est placé de prime abord sous aucune juridiction nationale. Balayant tout ordre social, Maurice Leblanc — sous l'autorité de Thomas Hobbes — décrit un retour de l'humanité à l'état de nature qui s'accompagne d'un réveil de ses pulsions les plus primitives. Les aventures de Simon Dubosc prennent ainsi place dans un monde qu'aucune loi ne régit, si ce n'est celle du plus fort. Le chaos qui s'ensuit et dans lequel les héros évoluent est finalement le sujet principal du roman de Maurice Leblanc. 

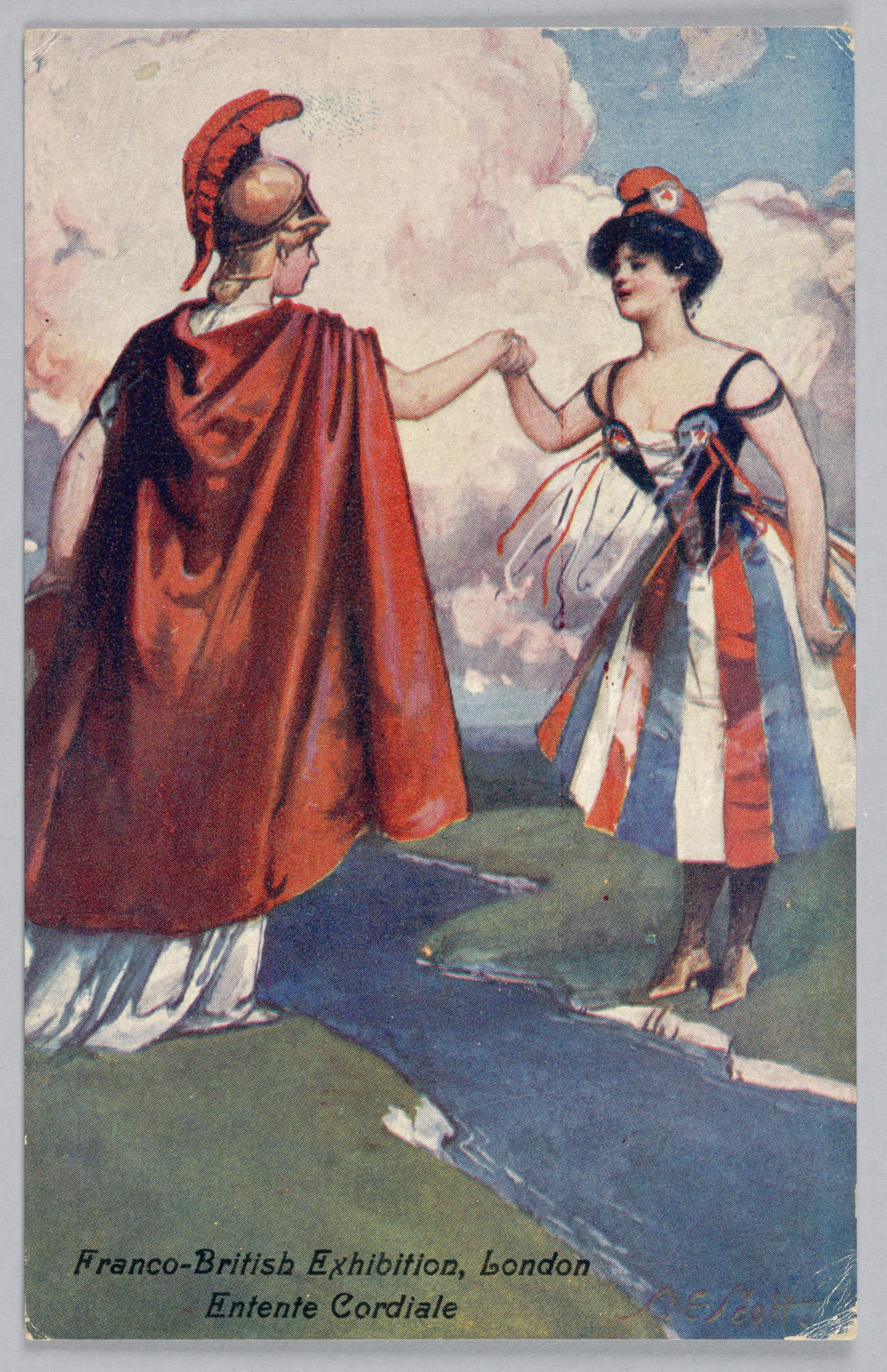
Après une période d'instabilité, une nouvelle Entente cordiale naît finalement de ce « formidable événement ».

Par ailleurs, l'auteur qualifie à plusieurs reprises les terres émergées d' « arènes ». Se référant à leur nature sablonneuse, le terme n'a pas uniquement une fonction descriptive. En effet, parce que les arènes renvoient dans l'imaginaire aux jeux du cirque romain et aux combats de gladiateurs qui s'y déroulaient, elles sont traditionnellement associées à la décadence latine. Ainsi, à travers l'utilisation de ce terme, Maurice Leblanc insiste sur le fait que dans un monde où l'ordre social n'existe plus, les sujets sur la moralité et la survie dans des circonstances extrêmes se trouvent à nouveau questionnés. 
À ces bouleversements s'ajoutent des tensions géopolitiques quant au nouveau territoire. En effet, à la suite de l'apparition d'un isthme entre la France et l'Angleterre, qui met fin à son isolement insulaire, le gouvernement allemand propose une alliance à la France pour envahir la Grande-Bretagne. Cet épisode — dévoilant une critique de Maurice Leblanc contre la belliqueuse Allemagne — dénote une vision pessimiste et germanophobe de l'entre-deux-guerre : c'est-à-dire l'intuition que la paix nouvellement conclue ne sera qu'éphémère et ne durera que le temps que l'Allemagne prépare sa revanche. À l'inverse, l'indispensable alliance entre la France et le Royaume-Uni se matérialise avec la disparition de la Manche, qui relie au sens strict les deux pays. À cet égard, Simon incarne cette nouvelle entente cordiale après le partage des terres émergées entre les deux nations à la fin du roman. En effet, pour avoir mis un terme aux agissements de Rolleston et de ses bandits dans un premier temps, puis avoir empêché un conflit entre soldats français et britanniques dans un second temps, Simon Dubosc est nommé Haut Commissaire des nouveaux territoires français tandis qu'il épouse la Britannique Isabel Bakefield.

## Style et courant littéraire

### Style populaire qui emprunte à de nombreux genres
Comme de nombreux écrivains populaires de l'entre-deux-guerres, Maurice Leblanc ne se cantonne pas à un seul genre littéraire pour l'écriture du Formidable Événement. Il construit en effet un récit d'aventures dans lequel il intègre à la fois des éléments conjecturaux et une intrigue sentimentale. Le roman s'ouvre au moment où son héros, Simon Dubosc, se voit refuser la main d'Isabel Bakefield par son père à cause de ses origines roturières. Cette intrigue amoureuse est le prétexte aux aventures que le jeune homme va traverser. Maurice Leblanc fonde son récit en réactualisant le roman de chevalerie, auquel il reprend la logique de la fable amoureuse et des aventures initiatiques. Le cataclysme offre à Simon l'opportunité de prouver sa valeur et se montrer à la hauteur de la noblesse de Lord Bakefield. Il devient tout d'abord le premier homme à traverser à pied la bande de terre qui relie la France à l'Angleterre puis, à la suite de l'enlèvement d'Isabel par des brigands, il part à son secours. Lieu commun des romans de chevalerie, Simon — guidé par un code d'honneur — doit également faire preuve de fidélité envers sa promise. En effet, dans un triangle amoureux mis en place par Maurice Leblanc, le héros doit résister aux charmes de la séduisante Dolorès. Au cours de ses aventures, Simon parvient à rester fidèle, il vainc ses ennemis, délivre Isabel qu'il peut enfin épouser et fonde une famille. Il accède enfin au statut qui lui faisait défaut au début du roman : il est nommé par le gouvernement français Haut Commissaire français des nouveaux territoires.

Bien que l'intrigue se déroule dans un futur proche, le roman emprunte plus au genre du western — tant au niveau des décors que des péripéties — qu'à celui de l'anticipation. En effet, Maurice Leblanc accumule les références à l'Ouest américain, notamment lorsque Simon s'adresse à Dolorès : 

« La Prairie ! La Prairie de Fenimore Cooper !… Le Far-West !… Tout y est : l'attaque des Sioux, le blockhaus improvisé, l'enlèvement, le combat d'où sort vainqueur le chef des Visages-Pâles… »

 Le romancier parsème son récit de clins d'œil à ses lectures d'enfance, celles de l'Américain James Fenimore Cooper, auteur du Dernier des Mohicans (1826) ou à celles du Français Gustave Aimard avec Trappeurs de l'Arkansas (1858) ou encore Bandits de l'Arizona (1882), auquel il rend d'ailleurs un hommage ironique lorsqu'il compare un compagnon de Simon Dubosc à « un batteur d'estrade de Gustave Aimard »,. C'est ainsi qu'après l’enlèvement d'Isabel par des brigands, Simon prend la tête d'un groupe composé de véritables Amérindiens embauchés par une firme cinématographique anglaise. En renvoyant de manière explicite à l'imaginaire du Far West, Maurice Leblanc décrit un monde de tous les possibles. Dans cette « nouvelle Amérique », tout devient permis et imaginable, que ce soit pour les brigands qui peuvent céder à leur pulsion les plus primitives ou pour Simon Dubosc qui a une opportunité inespérée de prouver sa valeur auprès de son futur beau-père.

### Une littérature merveilleuse-scientifique
Avec Le Formidable Événement, Maurice Leblanc écrit son deuxième roman merveilleux-scientifique. Au cœur de ce genre littéraire, qui se développe en France de la fin du XIXe siècle au milieu du XXe siècle, l'écrivain imagine une histoire qui s'inscrit initialement dans un cadre rationnel, mais dans lequel une loi scientifique — qu'elle soit physique, chimique, psychique ou biologique — est altérée ou découverte. Il s'agit ainsi pour le romancier d'imaginer toutes les conséquences qui sont susceptibles d'en découler. Dans ce roman rattaché au genre de l'anticipation, Maurice Leblanc — bien renseigné sur les avancées géologiques du début XXe siècle — imagine un cataclysme géophysique entre la France et les îles britanniques, et en tire toutes les conséquences politiques et sociales. S'émancipant ainsi du ton innocent des premiers chapitres, l'écrivain construit progressivement un univers post-apocalyptique d'une rare violence. Le cadre qu'il met en place s'apparente véritablement aux récits de monde perdu, sous-genre de la littérature d'imagination scientifique très apprécié des amateurs de romans-feuilletons. À cet égard, le récit s'inscrit dans la lignée des romans catastrophiques de la fin du XIXe siècle et du début XXe siècle, après Hector Servadac de Jules Verne (1877), Ignis de Didier de Chousy (1883), Le Cataclysme de J.-H. Rosny aîné (1888), La Fin du monde de Camille Flammarion (1893), L'Éternel Adam de Michel Verne (1910) ou encore La Force mystérieuse de J.-H. Rosny aîné (1913).

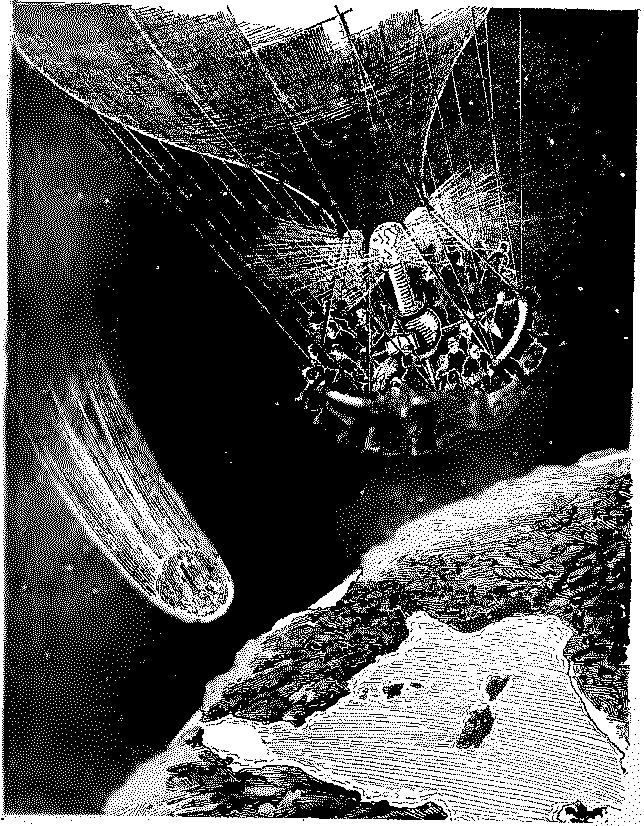
Jules Verne imagine dans Hector Servadac une comète qui, en frôlant la Terre, provoque des phénomènes astronomiques et climatiques exceptionnels.
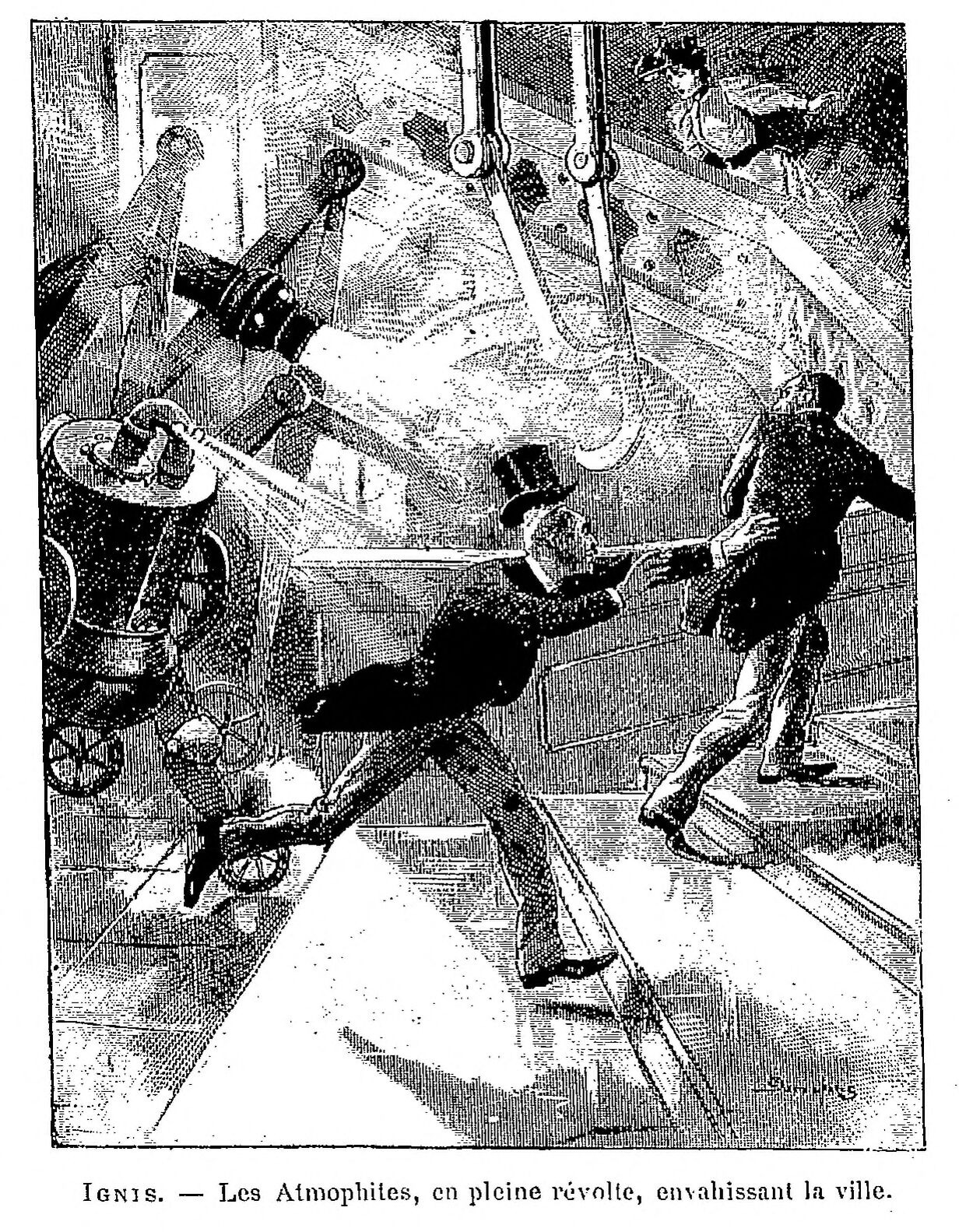
À l'occasion de la réédition du roman du comte Didier de Chousy, Ignis, en 1896 dans la revue La Science illustrée, Eugène Damblans donne de saisissantes interprétations des Atmophyles, des automates se rebellant contre les humains.
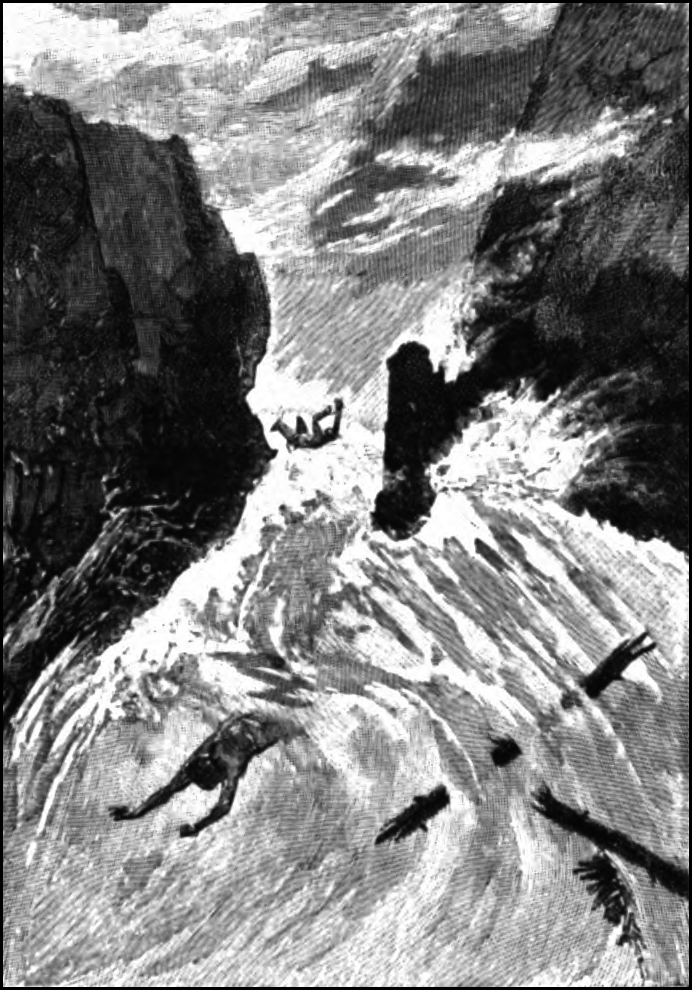
Dans le chapitre « Comment finira le monde » de son roman lui-même titré La Fin du monde, Camille Flammarion imagine des avalanches et des torrents désagrégeant des montagnes.
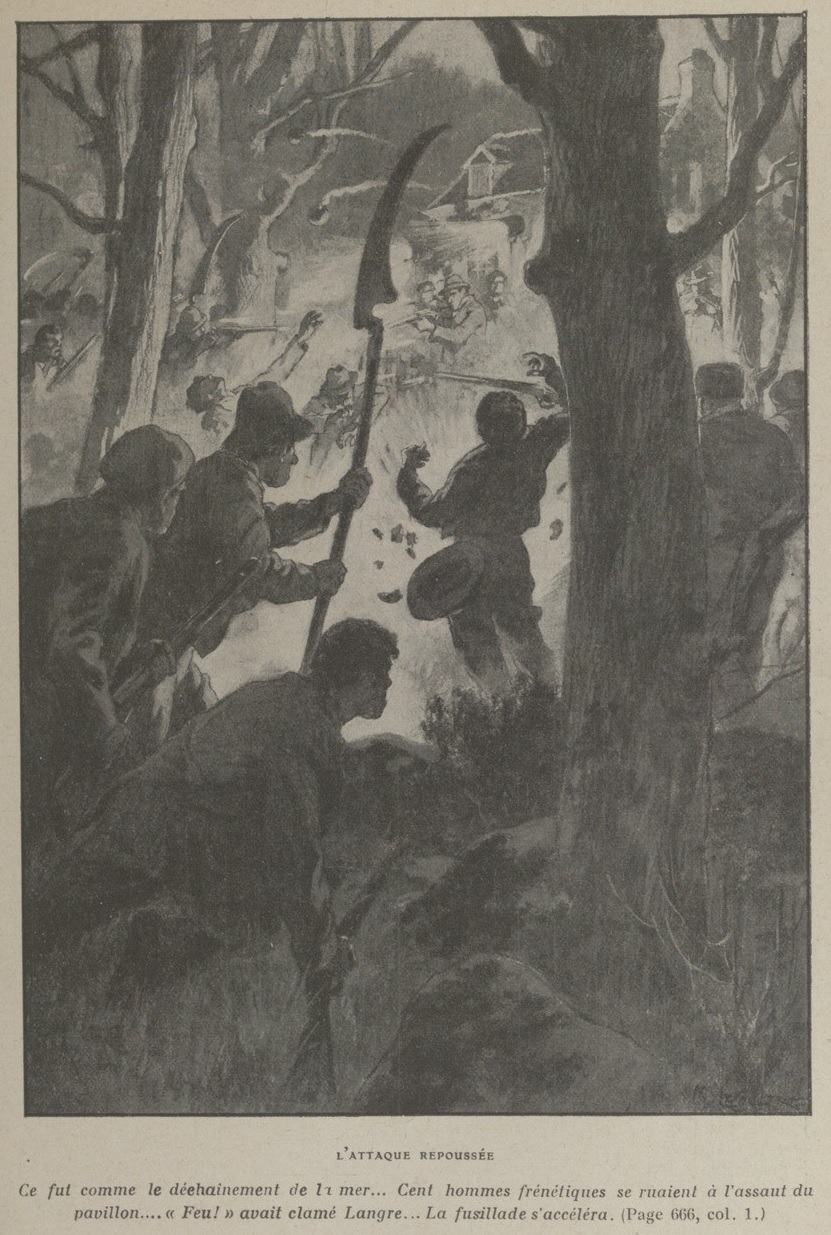
Marcel Lecoultre illustre en 1913 le roman de J.-H. Rosny aîné, La Force mystérieuse, en mettant en scène l'humanité prise d'une frénésie causée par une mystérieuse altération du comportement de la lumière.

En outre, au cataclysme qu'il imagine, Maurice Leblanc joint un élément conjectural accessoire lorsque Simon Dubosc découvre les vestiges d'une civilisation mégalithique inconnue. En effet, sur les terres nouvellement émergées, le héros rencontre une construction humaine que le père Calcaire date de l'Éocène, soit plusieurs millions d'années avant notre ère. Cette hypothèse est néanmoins tout à fait fantaisiste dans la mesure où l'Homme de Néandertal est arrivé dans la région il y a seulement 300 000 ans.

### Le cinéma, moteur d'intrigues littéraires

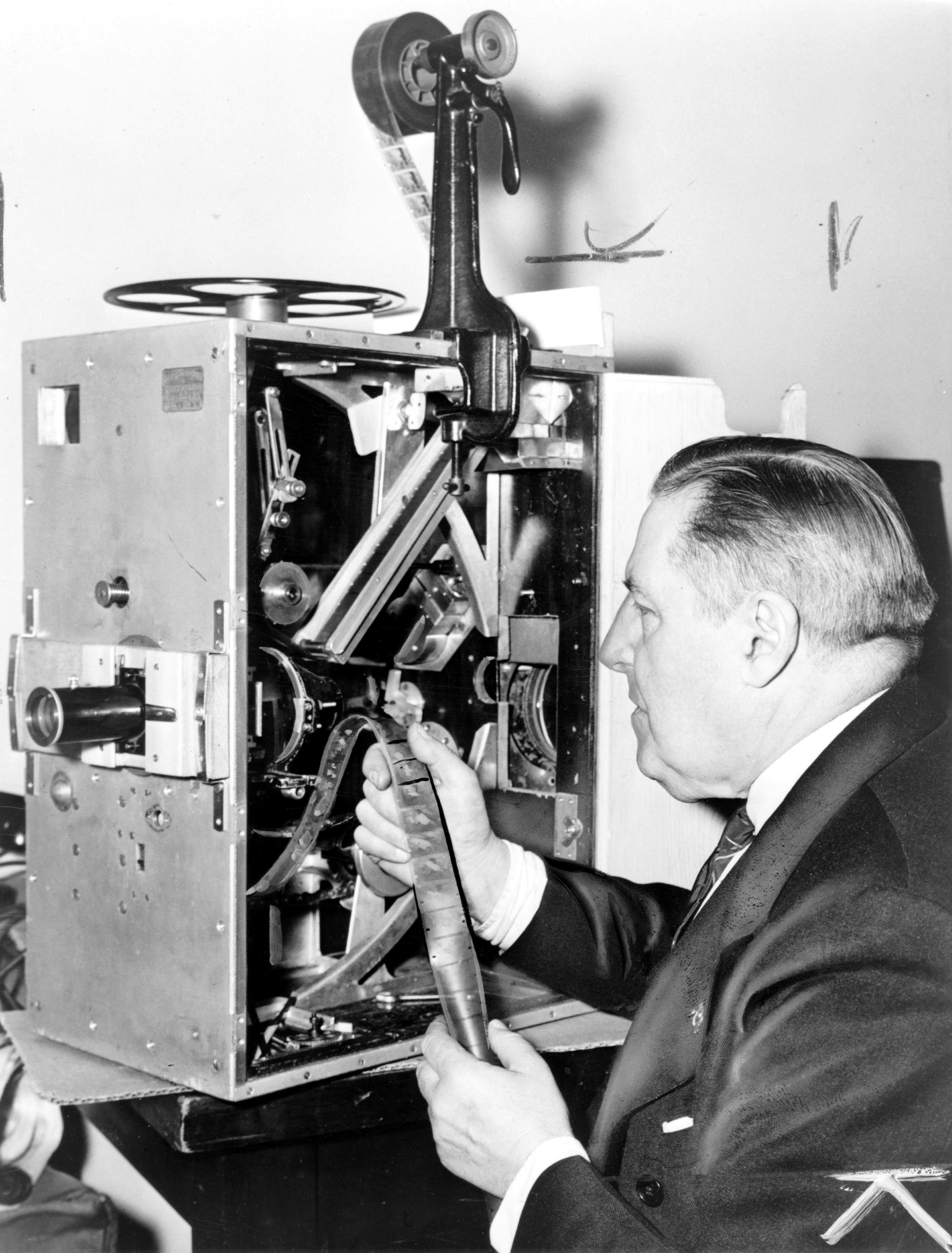
Dans ses romans merveilleux-scientifiques, Maurice Leblanc fait du dispositif cinématographique un objet littéraire à part entière.

Au cœur de ses romans merveilleux-scientifiques, Maurice Leblanc accorde une place centrale aux références cinématographiques. À la différence du roman Les Trois Yeux, dans lequel le héros était dans une posture de spectateur, dans Le Formidable Événement le héros est projeté au centre de l'épopée cinématographique à la faveur du cataclysme. Simon Dubosc parcourt un monde sauvage et est présenté à la manière d'un héros de cinéma. Le roman est construit comme une œuvre métaleptique, dans lequel l'écran est explicitement traversé par les personnages. Maurice Leblanc introduit dans sa fiction littéraire cet imaginaire cinématographique — en particulier celui du genre iconique du western — avec une grande originalité.
Au-delà de l'idée de développer le désir mimétique inhérent au cinéma, Maurice Leblanc met à profit l'imaginaire cinématographique pour s'intéresser à l'histoire. En effet, alors que dans Les Trois Yeux, les lecteurs devenaient les spectateurs non seulement de leurs propres vies mais également de scènes historiques, dans Le Formidable Événement, le passé ressurgit littéralement à la surface. Que ce soit à travers les épaves de bateaux des différentes époques ou la mise au jour de constructions humaines préhistoriques, ce passé immémorial du fonds des mers se fait réinvestir par l'imaginaire western pour générer de nouvelles histoires.

## Publications et postérité

### Publications

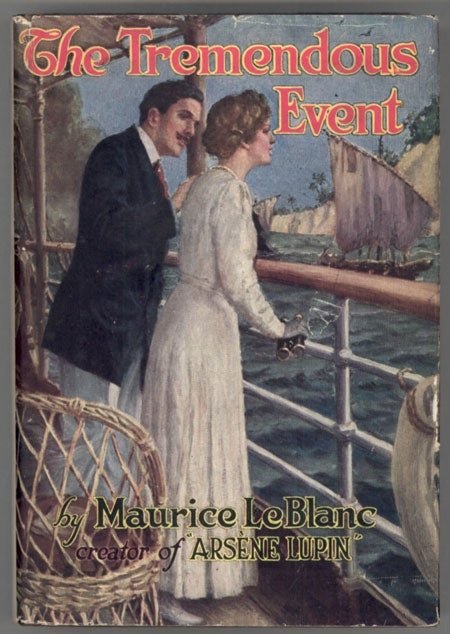
Le roman est traduit dès 1922 en langue anglaise pour une publication aux États-Unis.

Maurice Leblanc fait paraître Le Formidable Événement en deux livraisons dans la revue dirigée par Pierre Lafitte, Je sais tout, dans les no 178 du 15 octobre 1920 et no 179 du 15 novembre 1920. Les dessins de Fabio Lorenzi accompagnent le récit. Le roman paraît en format relié l'année suivante aux Éditions Pierre Lafitte avec les illustrations de Marcel Lecoultre. Il est ensuite régulièrement réédité par les Éditions Pierre Lafitte : une première fois en 1925, de nouveau en 1937 dans la « collection de romans d'aventures » Le Point d'interrogation, puis par Hachette en 1941 dans sa collection policière « L'Énigme ».
Durant la seconde moitié du XXe siècle, le roman est continuellement réédité par différentes maisons d'éditions. Ainsi, les Éditions Opta compilent Le Formidable Événement et Les Trois Yeux pour inaugurer leur nouvelle collection « Aventures fantastiques » lancée en 1968 ; en 1977, la Librairie générale française — une filiale d'Hachette — édite le roman dans sa collection « Le Livre de poche » ; en 1988, les Éditions Robert Laffont publient le recueil Les Rivaux d'Arsène Lupin dans lequel figure Le Formidable Événement aux côtés d'autres récits non-lupiniens de Maurice Leblanc ; et enfin dix ans plus tard, les Éditions Grama éditent le roman dans leur collection de science-fiction ancienne « Le Passé du Futur ».
Enfin, le roman — tombé dans le domaine public en 2012 — paraît l'année suivante à la fois aux éditions Éditions de l'Évolution dans sa collection « Science en fiction » et aux éditions Gallimard dans sa collection de poche « Folio SF ».
Par ailleurs, le roman est traduit en langue anglaise et publié en 1922 par l'éditeur américain The Macaulay Company sous le titre The Tremendous Event. À partir de 2003, il fait l'objet de nouvelles éditions par différentes maisons d'édition américaines.

### Accueil et postérité
Lors de sa parution en feuilleton, le roman reçoit un bon accueil du public. Néanmoins, il est le second et dernier roman strictement merveilleux-scientifique de Maurice Leblanc, puisqu'à partir de l'année suivante, il reprend la publication de la populaire série des aventures d'Arsène Lupin, même s'il glisse à l'occasion quelques éléments de science-fiction dans ses récits, à l'instar de Dorothée, danseuse de corde (1923) ou encore La Demoiselle aux yeux verts (1927).
Au cours des années suivantes, le thème du reflux soudain de la Manche développé par Maurice Leblanc a pu inspirer certains écrivains, tels que Claude Farrère avec la nouvelle L'an 1937… (1924), Léon Lambry avec Sur la Terre qui change (1930) ou encore Emmanuel Grospélier avec Quand la mer ne revint pas (1939).
Bien qu'il soit moins estimé que son prédécesseur Les Trois Yeux,, le roman a acquis un statut de classique du genre merveilleux-scientifique démontré par ses régulières rééditions. En effet, malgré les imperfections de l’ouvrage, Maurice Leblanc parvient à créer une vision d'un no man's land franco-anglais hanté par les pillards. Il ne déroge cependant pas aux lieux communs propres aux romans populaires, à savoir une narration linéaire, répétitive et sans réelle surprise.